# Велика острвска лажна боа
Велика острвска лажна боа (Bolyeria multocarinata) је гмизавац из реда Squamata и фамилије Bolyeridae. 

## Угроженост
Ова врста је изумрла, што значи да нису познати живи примерци.

## Распрострањење
Врста је пре изумирања била присутна на Маурицијусу, тачније на вулканском острву Раунд, површине 151 хектар.

## Станиште
Ранија станишта врсте су укључивала палмине шуме. 